# Bruce Austin Fraser
Bruce Austin Fraser, 1. baron Fraser of North Cape  (født 5. februar 1888, død 12. februar 1981) GCB, KBE, var en engelsk admiral  under Anden verdenskrig.
I 1942 blev Fraser udnævnt til næstkommanderende for den britiske hjemmeflåde og efterfulgte i 1943 admiral John Cronyn Tovey som øverskommanderende.
I 1944 blev Fraser forflyttet til stillehavsregionen, hvor han blev chef for den britiske flåde, som han ledede fra Sydney i Australien.
Fraser afsluttede sin karriere  som First Sea Lord i 1948. Han blev pensioneret i  1951.